# Iko Carreira
El general Henrique Teles Carreira, més conegut com a Iko Carreira (3 de juny de 1933 - 30 de maig de 2000) va ser ministre de defensa de Angola des de l'any 1975 fins a 1980, durant la guerra civil.
Després de la mort d'Agostinho Neto, la seva posició en el partit va ser cada vegada menor, finalment va servir com a ambaixador a Algèria i com a diplomàtic a Espanya.
Com a combatent és recordat com un dels mítics guerrillers del MPLA, el braç armat d'Agostinho Neto en la seva lluita per l'alliberament d'Angola contra de les forces colonials d'ocupació de Portugal.
Fundador i comandant en cap de les Forces Armades Angoleses, va derrotar el FNLA en el nord i a UNITA en el sud del país durant la primera Guerra Civil angolesa i va frustrar un cop d'estat liderat per Nito Alves.
El 27 de maig de 1977 els fraccionistes, encapçalats per Nito Alves, van intentar un cop d'estat en què van morir molts excombatents que havien lluitat per l'alliberament d'Angola, incloent Saidy Mingas i Dangere. El govern va arrestar desenes de milers de nitistes que es trobaven sota sospita de recolzar l'alçament de Nito Alves per enderrocar al president Agostinho Neto, des de maig a novembre de 1977. Alguns sospitosos van ser jutjats llavors en tribunals supervisats per Carreira. Segons alguns relats, els que van ser declarats culpables, inclosos José Van-Dunem, Jacobo "Monstro Immortal" Caetano, cap de la 8a Brigada, i el comissari polític Eduardo Evaristo, van ser afusellats i enterrats en fosses clandestines.
Va ser considerat com el segon al comandament després del propi Neto fins a la seva mort, i va ser el primer oficial africà a rebre el rang de general per la Unió Soviètica.
El general Iko Carreira va estar associat políticament amb Amílcar Cabral, de Guinea Bissau, Joaquim Chissano, de Moçambic, i Lúcio Lara d'Angola.
L'última lluita del general "Iko" Carreira va ser contra la seva malaltia, un vessament cerebral que li va paralitzar tot el costat esquerre dels últims 13 anys de la seva vida. Així i tot va poder escriure dues novel·les amb un dit, en un equip especial: O Pensamento Estratégico de Agostinho Neto, Publicações Dom Quixote, i Memorias, publicat a Angola per Nzila.